# Lubenec
Lubenec (en allemand : Lubens ou Lubenz) est une commune du district de Louny, dans la région d'Ústí nad Labem, en République tchèque. Sa population s'élevait à 1 346 habitants en 2021.

## Géographie
Lubenec se trouve à 43 km au sud-ouest de Louny, à 45 km au nord de Plzeň, à 79 km au sud-ouest d'Ústí nad Labem et à 81 km à l'ouest de Prague.
La commune est limitée par Valeč au nord-ouest, par Vroutek au nord et au nord-ouest, par Blatno au sud-est, par Tis u Blatna au sud, par Chyše au sud-ouest et par Čichalov et Vrbice à l'ouest.

## Histoire
L'origine de la localité remonte à 1115.

## Administration
La commune se compose de dix quartiers :
- Dolní Záhoří
- Drahonice
- Horní Záhoří
- Ležky
- Libkovice
- Libyně
- Lubenec
- Přibenice
- Řepany
- Vítkovice

## Patrimoine
Patrimoine religieux

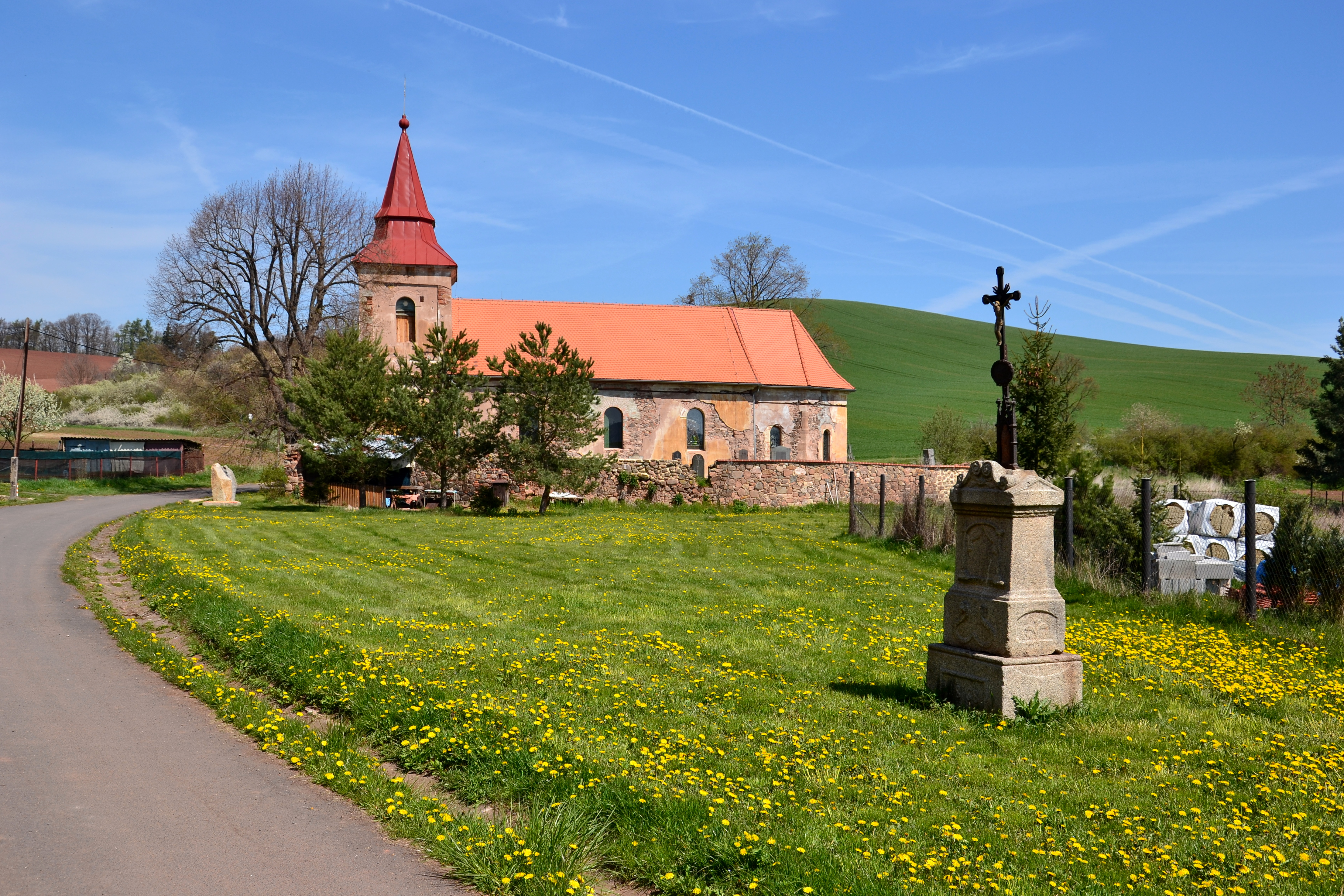
Église Saint-Gilles à Libyně.
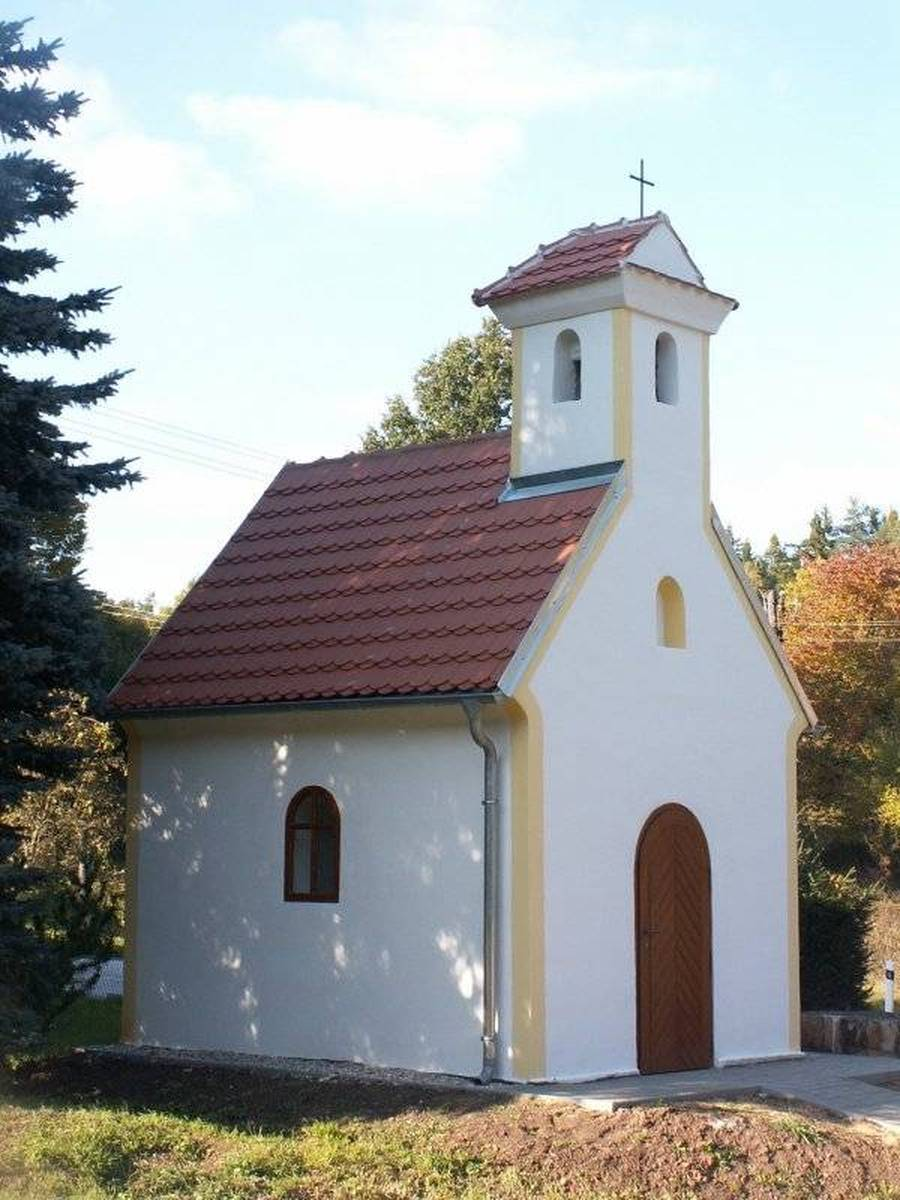
Chapelle à Lubenec.
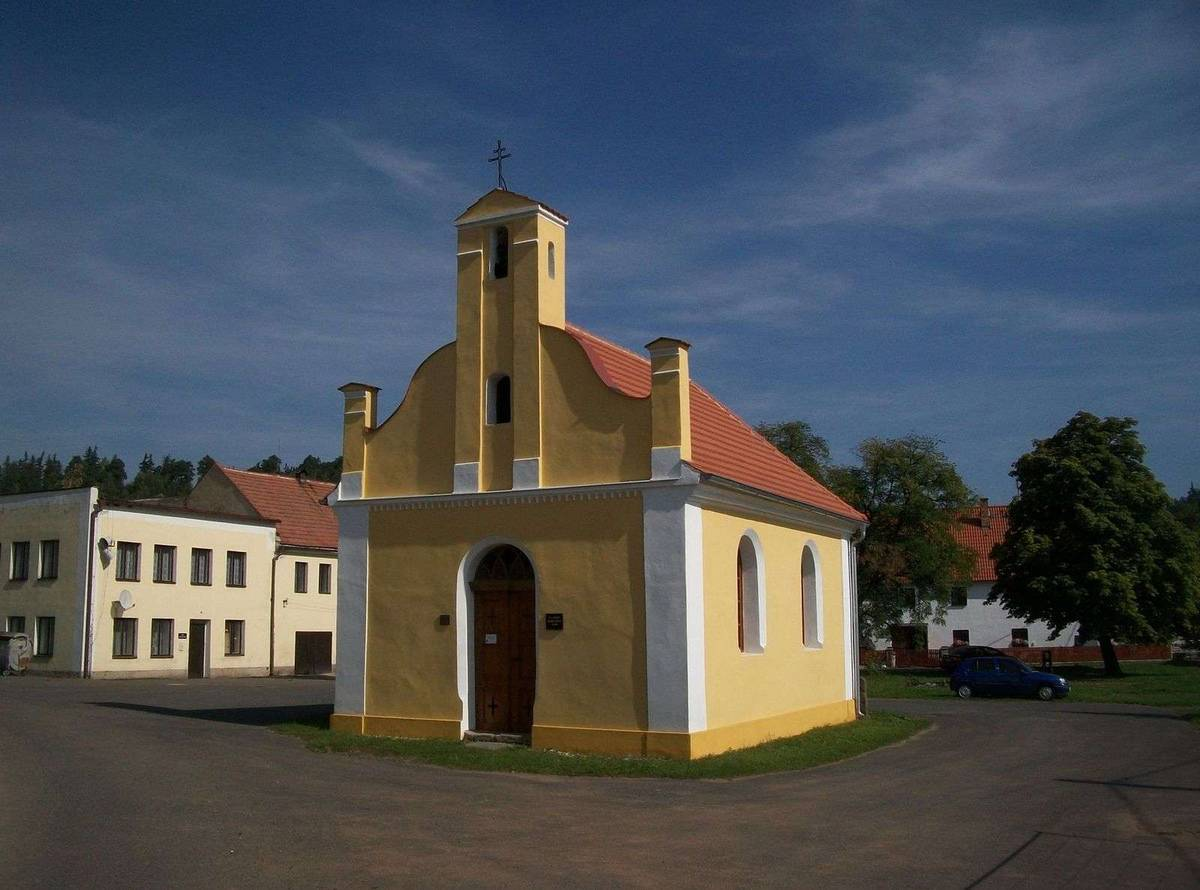
Chapelle Sainte-Marie à Ležky.

## Transports
Par la route, Lubenec se trouve à 14 km de Podbořany, à 40 km de Karlovy Vary, à 52 km de Louny, à 96 km d'Ústí nad Labem et à 89 km de Prague.